# Bernie Paz
 Bernie Paz, (Lima,5 de julho de 1968) é um ator peruano de telenovelas.

## Biografia
Ficou conhecido pelos papéis em Tierra de Pasiones e Emperatriz, em ambas ele fez par romântico com Gabriela Spanic.
Em 2010 interpretou um dos antagonistas da novela Vidas robadas.
No ano seguinte, protagonizou a novela Emperatriz, junto à atriz venezuelana Gabriela Spanic.

## Carreira

### Televisão
- Like, la Leyenda[4](2018) ...  Rodolfo
- Siempre Tuya Acapulco (2014) ... Stefano Canciano
- Quererte Así (2012) ... Gustavo Navarette
- Emperatriz (2011).... Alejandro Miranda
- Vidas robadas .... Juan Manoel
- Mujer comprada (2009/2010) .... Franco
- Condesa por amor (2009) .... Anibal
- Desperate Housewives (Estados Unidos) .... Carlos Solís
- Mi adorada Malena (primeira novela interativa da Univision) .... Leonardo
- Acorralada .... Rodrigo
- Decisiones (1 episodio, 2007) .... Manuel
- Tierra de pasiones (1 episodio, 2006) .... Fernando Solís
- El pasado no perdona .... Esteban Zaldivar/Manuel Lara
- Milagros .... Gringo Veloachaga
- Ángel rebelde .... Claudio Salazar
- Todo sobre Camila .... Eduardo Bonfil
- Soledad .... Leonardo 'Leo' García
- Vidas prestadas .... Renato 'Reni' Valente López
- María Rosa, búscame una esposa .... Gonzalo
- Amor serrano

### Cinema
- El destino no tiene favoritos (2003) .... Alejandro